# Silver Style Studios
Silver Style Studios war ein deutscher Computerspieleentwickler mit Sitz in Berlin.

## Unternehmensgeschichte
Das Unternehmen wurde 1993 von Carsten Strehse gegründet, der bereits während seines BWL-Studiums seit 1988 als Spieleentwickler für den Commodore 64 gearbeitet hatte. In Kooperation mit RTL New Media entwickelte Silver Style mehrere Lizenzspiele zu TV-Sendungen. Anfang der 2000er folgte dann eine Neuausrichtung auf Computer-Rollenspiele und Taktikspiele. Mit Softwarepublishern wie THQ und Atari schloss Silver Style globale Vermarktungsabkommen. Größere Aufmerksamkeit erzielte das Unternehmen mit seinem postapokalyptischen Rollenspiel The Fall: Last Days of Gaia. Öffentlichkeitswirksam engagierte Silver Style hierfür nach der Auflösung der Black Isle Studios (BIS) und der damit verbundenen Einstellung des ebenfalls postapokalyptischen Rollenspiels Fallout 3 (Van Buren) die entlassenen BIS-Designer Damien Folletto und Jeff Husges. Der Titel erschien erstmals im November 2004, litt bei Erscheinen jedoch unter zahlreichen Programmfehlern. Erst die im Juli 2006 veröffentlichte, überarbeitete und inhaltlich erweiterte Reloaded-Version behob die meisten dieser Probleme.
Im April 2006 ging Silver Style Entertainment als Tochtergesellschaft in den Besitz des durch Carsten Strehse mitgegründeten Spielepublishers The Games Company (TGC) über. Unter The Games Company entwickelte das Unternehmen vor allem Point-and-Click-Adventures wie Everlight: Elfen an die Macht und zwei Titel der Adventurereihe Simon the Sorcerer.
2008 kündigte das Unternehmen zwar die Entwicklung des Rollenspiels Das Schwarze Auge: Demonicon an, tatsächlich kam das Spiel unter der Direktive von The Games Company jedoch nie über die Konzeptphase und einen Demolevel hinaus. Nachdem The Games Company im Juli 2010 Insolvenz anmelden musste, wurde Silver Styles Muttergesellschaft zerschlagen und abgewickelt. Die Rechte an Das Schwarze Auge: Demonicon wechselten zu Kalypso Media, wo der Titel durch das von Teilen der TGC-Belegschaft neugegründete Entwicklerstudio Noumena Studios von Grund auf neu konzipiert und weiterentwickelt wurde. Das bereits in der Entwicklung befindliche The Fall: Mutant City, ein Point&Click-Adventure in der Spielwelt von The Fall: Last Days of Gaia, wurde von F+F Publishing übernommen und veröffentlicht. Silver Style Entertainment wurde dagegen als Silver Style Studios unter der Leitung des langjährigen Development Directors Ronny Knauth und ohne Beteiligung des Firmengründers Carsten Strehse weitergeführt. Der erste Titel nach der Loslösung von The Games Company wurde das Browserspiel Das Schwarze Auge: Herokon Online, dessen Entwicklung im November 2011 angekündigt und das am 30. August 2012 mit der Open Beta veröffentlicht wurde.
Am 24. Juni 2014 hat das Unternehmen beim Amtsgericht in Berlin-Charlottenburg Insolvenz angemeldet (Az.: 36s IN 2516/14), was der Community um Herokon Online am 30. Juni 2014 mitgeteilt wurde.

## Spiele
- Mad News (1994)
- Caribbean Disaster (1996, Portierung für Amiga)
- Der Produzent: Die Welt des Films (1996)
- Sports TV: Boxing! (1998)
- Anpfiff: Der RTL Fußball-Manager (2000, Spiel zur gleichnamigen Fernsehsendung)
- RTL Boxen Extra: Der Boxmanager (2000, Spiel zur gleichnamigen Fernsehsendung)
- Der Clown (2001, Spiel zur gleichnamigen Fernsehsendung)
- Gorasul: Das Vermächtnis des Drachens (2001)
- Soldiers of Anarchy (2003)
- The Fall: Last Days of Gaia (2004)
- Balko (2005, offizielles Spiel zur gleichnamigen Fernsehsendung)
- Höllische Nachbarn (2005, Spiel zur gleichnamigen Fernsehsendung)
- The Fall: Last Days of Gaia - Reloaded (2006)
- Everlight: Elfen an die Macht (2007)
- Simon the Sorcerer: Chaos ist das halbe Leben (2007)
- Tell (2007, Spiel zum gleichnamigen Kinofilm)
- Goin’ Downtown (22. Mai 2008)
- DWK 5: Hinter dem Horizont (31. Oktober 2008, offizielles Spiel zum gleichnamigen Kinofilm)
- Simon the Sorcerer: Wer will schon Kontakt? (2009)
- Alarm für Cobra 11: Nitro (2010, Qualitätssicherung)
- The Fall: Mutant City (2011)
- Das Schwarze Auge: Herokon Online (2012)